# Papoea-Nieuw-Guinea op de Olympische Zomerspelen 2016
Papoea-Nieuw-Guinea nam deel aan de Olympische Zomerspelen 2016 in Rio de Janeiro, Brazilië. De selectie bestond uit acht atleten, actief in zes verschillende sporten; vier jaar eerder deden evenveel atleten mee. Zwemmer Ryan Pini droeg de Papoea-Nieuw-Guinese vlag tijdens de openingsceremonie, taekwondoka Samantha Kassman deed dat bij de sluitingsceremonie. Papoea-Nieuw-Guinea won in 2016 geen medailles.

## Deelnemers en resultaten
(m) = mannen, (v) = vrouwen 

### Atletiek
| Olympiër    | Discipline | Resultaat | Prestatie              |
| ----------- | ---------- | --------- | ---------------------- |
| Theo Piniau | 200m (m)   | 73e       | serie 6: 8ste in 22,14 |
|             |            |           |                        |
| Toea Wisil  | 100m (v)   | 33e       | serie 7: 4de in 11,48  |

### Boksen
| Olympiër      | Discipline | Resultaat | Prestatie                                |
| ------------- | ---------- | --------- | ---------------------------------------- |
| Thadius Katua | –60kg (m)  | 17e       | 1ste ronde: V van RUS Abdoerasjidov: 0–3 |

### Gewichtheffen
| Olympiër   | Discipline | Resultaat | Prestatie                                                  |
| ---------- | ---------- | --------- | ---------------------------------------------------------- |
| Morea Baru | –62kg (m)  | 6e        | trekken: 6de met 126kg stoten: 6de met 164kg totaal: 290kg |

### Judo
| Olympiër       | Discipline | Resultaat | Prestatie                             |
| -------------- | ---------- | --------- | ------------------------------------- |
| Raymond Ovinou | –66kg (m)  | 33e       | 1ste ronde: V van CAN Bouchard: ippon |

### Taekwondo
| Olympiër            | Discipline | Resultaat | Prestatie                            |
| ------------------- | ---------- | --------- | ------------------------------------ |
| Maxemillion Kassman | –68kg (m)  | 11e       | voorronde: V van BEL Achab: 1–15PG   |
|                     |            |           |                                      |
| Samantha Kassman    | +67kg (v)  | 11e       | voorronde: V van GBR Walkden: 1–14PG |

### Zwemmen
| Olympiër     | Discipline           | Resultaat | Prestatie             |
| ------------ | -------------------- | --------- | --------------------- |
| Ryan Pini VO | 100m vlinderslag (m) | 30e       | serie 2: 2de in 53,24 |